# When Johnny Comes Marching Home
When Johnny Comes Marching Home, também chamada de When Johnny Comes Marching Home Again, é uma canção popular da Guerra Civil Americana que expressa o desejo das pessoas pelo retorno de seus amigos e parentes que estavam lutando na guerra.

## Origens
A letra de When Johnny Comes Marching Home foi escrita pelo líder irlandês-americano Patrick Gilmore durante a Guerra Civil Americana. Sua primeira publicação da partitura foi colocada na Biblioteca do Congresso em 26 de setembro de 1863, com letra e música creditadas a "Louis Lambert"; os direitos autorais foram retidos pela editora, Henry Tolman & Co., de Boston. Porquê Gilmore escolheu publicar sob um pseudônimo não está claro, mas compositores populares do período muitas vezes empregaram pseudônimos para adicionar um toque de mistério romântico para suas composições. Dizem que Gilmore escreveu a canção para sua irmã Annie enquanto rezava pelo retorno seguro de seu noivo, o capitão John O'Rourke, da Union Light Artillery, da Guerra Civil, embora não seja claro se eles já estavam envolvidos em 1863, já que eles não eram casados até 1875.
Gilmore mais tarde reconheceu que a música não era original, mas foi, como ele disse em um artigo de 1883 no Musical Herald, "uma criança abandonada que aconteceu de eu ouvir alguém cantarolando nos primeiros dias da rebelião e me interessar por ela", escrevi, vesti-a, dei-lhe um nome e rimei em utilidade para um propósito especial adequado aos tempos."
A melodia foi anteriormente publicada por volta de 1 de julho de 1863, como música para a canção Johnny Fill Up the Bowl, da Guerra Civil. Um rascunho ilustrado e sem cor das letras de Gilmore, impresso por sua própria editora de Boston, afirma que When Johnny Comes Marching Home deve ser cantado ao som de Johnny Fill Up the Bowl. A partitura original de Johnny Fill Up the Bowl afirma que a música foi arranjada (não composta) por J. Durnal. Há uma semelhança melódica da melodia com a de John Anderson, My Jo (para a qual Robert Burns escreveu a letra para encaixar uma melodia preexistente de 1630 ou antes), e Jonathan Lighter sugeriu uma conexão com uma balada do século XVII, " Os Três Corvos ".
When Johnny Comes Marching Home também é cantada com a mesma melodia de Johnny I Hardly Knew Ye e é frequentemente pensado que trata-se de uma música que foi reescrita. No entanto, Johnny I Hardly Knew Ye não foi publicado até 1867, e originalmente tinha uma melodia diferente.
When Johnny Comes Marching Home foi imensamente popular e foi cantada por ambos os lados da Guerra Civil Americana. Tornou-se um sucesso na Inglaterra também.

### Versões alternativas
Há diversas variações da música, assim como músicas com a mesma melodia, mas com letras diferentes, apareceram desde que When Johnny Comes Marching Home foi popularizada. As alegadas tendências de roubo de alguns soldados da União em Nova Orleans foram parodiadas na letra For Bales, com a mesma melodia. Uma versão britânica apareceu em 1914, com o título similar, When Tommy Comes Marching Home. A campanha presidencial nos Estados Unidos em 1880 incluía uma canção de campanha chamada If the Johnnies Get Into Power.

## Letra da música
A letra original escrita por Gilmore é:

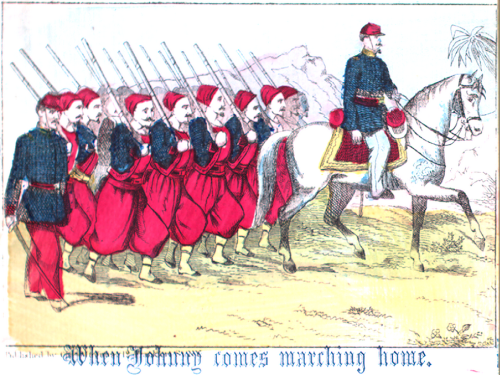
Ilustração de uma companhia de Zouave da época da guerra civil de "When Johnny Comes Marching Home".

When Johnny comes marching home again

Hurrah! Hurrah!

We'll give him a hearty welcome then

Hurrah! Hurrah!

The men will cheer and the boys will shout

The ladies they will all turn out

And we'll all feel gay

When Johnny comes marching home.

The old church bell will peal with joy

Hurrah! Hurrah!

To welcome home our darling boy,

Hurrah! Hurrah!

The village lads and lassies say

With roses they will strew the way,

And we'll all feel gay

When Johnny comes marching home.

Get ready for the Jubilee,

Hurrah! Hurrah!

We'll give the hero three times three,

Hurrah! Hurrah!

The laurel wreath is ready now

To place upon his loyal brow

And we'll all feel gay

When Johnny comes marching home.

Let love and friendship on that day,

Hurrah, hurrah!

Their choicest pleasures then display,

Hurrah, hurrah!

And let each one perform some part,

To fill with joy the warrior's heart,

And we'll all feel gay

When Johnny comes marching home. 

## "Johnny Enche a Taça"
Johnny Fill Up the Bowl, que forneceu a melodia para When Johnny Comes Marching Home, era uma música que comentava os eventos da Guerra Civil Americana. Foi frequentemente reacomodado com novas palavras por soldados e outros editores.

Uma variante satírica de Johnny Fill Up the Bowl, intitulada For Bales ou, mais completamente, For Bales! Um verdadeiro conto. Dedicado aos Patriotas Puros Que Foram Afligidos com "Algodão no Cérebro" e Quem viu o Elefante, foi publicada em Nova Orleans em 1864, por AE Blackmar. 
[1]

We all went down to New Orleans,

For Bales, for Bales;

We all went down to New Orleans,

For Bales, says I;

We all went down to New Orleans,

To get a peep behind the scenes,

"And we'll all drink stone blind,

Johnny fill up the bowl".

[2]

We thought when we got in the "Ring",

For Bales, for Bales;

We thought when we got in the "Ring",

For Bales, says I;

We thought when we got in the "Ring",

Greenbacks would be a dead sure thing,

"And we'll all drink stone blind,

Johnny fill up the bowl".

[3]

The "ring" went up, with bagging and rope,

For Bales, for Bales;

Upon the "Black Hawk" with bagging and rope,

For Bales, says I;

Went up "Red River" with bagging and rope,

Expecting to make a pile of "soap",

"And we'll all drink stone blind,

Johnny fill up the bowl".

[4]

But Taylor and Smith, with ragged ranks,

For Bales, for Bales;

But Taylor and Smith, with ragged ranks,

For Bales, says I;

But Taylor and Smith, with ragged ranks,

Burned up the cotton and whipped old Banks,

"And we'll all drink stone blind,

Johnny fill up the bowl".

[5]

Our "ring" came back and cursed and swore,

For Bales, for Bales;

Our "ring" came back and cursed and swore,

For Bales, says I;

Our "ring" came back and cursed and swore,

For we got no cotton at Grand Ecore,

"And we'll all drink stone blind,

Johnny fill up the bowl".

[6]

Now let us all give praise and thanks,

For Bales, for Bales;

Now let us all give praise and thanks,

For Bales, says I;

Now let us all give praise and thanks,

For the victory gained by General Banks,

"And we'll all drink stone blind,

Johnny fill up the bowl".